# István Molnár (cyclisme)
Ne doit pas être confondu avec István Molnár (water-polo).
István Molnár, né le 15 juillet 1988, est un coureur cycliste hongrois. Il est notamment devenu champion de Hongrie sur route en 2015.

## Palmarès
- 2008
  - Tour de Gella
  - 3e du championnat de Hongrie de la montagne espoirs
- 2010
  -  Champion de Hongrie sur route espoirs
  -  Champion de Hongrie de la montagne espoirs
  - 2e étape de la Pilis Kupa Hegyi Időfutam
- 2013
  - 2e étape du Tour de Gyömrö
  - 3e du championnat de Hongrie sur route
- 2014
  - Tour de Pelso
- 2015
  -  Champion de Hongrie sur route

## Classements mondiaux
| Année           | 2007 | 2008 | 2009 | 2010 | 2011  | 2012 | 2013 | 2014 | 2015 |
| --------------- | ---- | ---- | ---- | ---- | ----- | ---- | ---- | ---- | ---- |
| UCI Europe Tour | 522e |      |      |      | 1001e |      | 785e | 840e | 357e |